# Grim Fandango
Grim Fandango (укр. Похмуре фанданго) — пригодницька відеогра, розроблена американськими розробниками із компанії LucasArts. Вийшла гра 11 жовтня 1998 року, ставши першим квестом, який був виконаний у тривимірній графіці.
Дизайнерами гри була створена стилізація під індіанські мотиви. Зокрема використані вірування ацтеків про загробне життя та популярне в Мексиці свято День мертвих. В оригінальному озвученні гри фігурують багато висловів іспанською мовою, так званий спангліш — суміш іспанської та англійської мови. 
Головний герой гри, Мануель Калавера, подорожує по Землі Мертвих і намагається дістатися до Дев'ятого підсвіту, яке є останнім пристановищем мерців. Проте дія гри відбувається лише в дні Мертвих, кожного з чотирьох років.
Гра була високо оцінена критиками, і вважається культовим квестом. Визнання підтверджується великою кількістю нагород. ЇЇ відзначила американська Академія інтерактивних мистецтв і наук, популярні сайти присвячені іграм, серед яких GameSpot  та IGN.

## Ігровий процес
Механіка гри Grim Fandango має всі риси класичних квестів, і мало чим відрізняється від решти пригодницьких ігор LucasArts. Практично гра проходиться завдяки виконанню певних завдань, які рано чи пізно виводять гравця до наступного етапу. Гра є лінійною, тобто всі повороти сюжету гравцю не вдасться обминути, як і рішення певної проблеми може бути лише одне, єдиний елемент який є нелінійним це розмови, проте вони не сильно впливають на проходження. Також в грі неможливо померти, оскільки динамічних геймплейних подій тут немає. Зазвичай гравець має використовувати інвентар свого персонажа, який весь міститься під одягом, щоб подіяти на якийсь предмет чи особу (об'єкт), і якщо цей предмет правильний то відбувається якась подія, яка відкриває наступну ланку в ланцюжку сюжету. Інколи існують декілька паралельних ланок, які потрібні для продовження гри, тому поки всі ці завдання не будуть виконані, доти неможливий подальший прохід. Також в грі зустрічаються логічні загадки. Всі активні об'єкти в грі можна оглянути, при цьому Мануель розкаже про цей предмет, також можна спробувати його забрати в інвентар чи спробувати використати.

## Концепція ігрового світу
Земля Мертвих є місцем куди потрапляють люди після смерті. Тут все організовано дуже схожим до вже звичного для них місця за життя. Всі в цьому світі діляться на два типи. Перший це мертві, які використовують цю земля для переправи до Дев'ятого підсвіту (англ. Ninth Underworld), який є кінцевою метою їх існування. Другий тип це демони, які прибувають сюди для виконання різноманітної роботи. На відміну від мерців демони мають найрізноманітніший вигляд і переважно схожі до деяких тварин. 
Деякі мерці не поспішають до Дев'ятого підсвіту і організовують в Землі Мертвих своє «життя». Але для тих, хто хоче дістатися до кінця, потрібно пройти довгий шлях, який може тривати мінімум чотири роки. Саме тому для людей, які за життя були праведними, організовують туристичні тури. Для найбільш праведних людей можна організувати спеціальний поїзд  «Дев'ятий експрес», який довозить мерців за чотири хвилини, існують також круїзи на кораблях чи поїздки на спортивній машині, які хоч і не такі швидкі, зате комфортні. Організацією і продажем квитків на ці круїзи займається Департамент Смерті (англ. The Department of Death, DoD). Проте великим грішникам доводиться долати шлях пішки, деяких із них відсилають на різні роботи в Землі Мертвих.
Всі мерці без винятку в цій грі виглядають мексиканцями, більшість з них багато палять. Крім того зовнішній їх вигляд нагадує так звані Calaca, які використовуються на Дні мертвих в Мексиці.
Хоча цей світ населяють мертві, проте і тут можна «померти». Але в Землі Мертвих, це проходить дещо інакше, смерть наступає від проростання в тілі мерця квітів після чого тіло мерця просто зникає і залишається лише кущ цих квітів.

## Сюжет
Гра починається із розмови головного героя гри, Мені Калавера, зі своїм новим клієнтом, який ще не розуміє, що мертвий. Головний герой працює на Департамент Смерті (англ. The Department of Death, DoD) і займається продажем туристичних турів до Дев'ятого підсвіту (англ. Ninth Underworld).

### Перший рік
У вступній частині головні дії відбуваються переважно в самій будівлі департаменту і її околицях. Вийшовши на вулицю можна почути, як за огорожею святкують День мертвих. Спершу Мануель переважно зайнятий своєю роботою і суперництвом за клієнтів з його колегою по роботі Доміно Херлі. Доміно завжди переважав його в знаходженні клієнтів, декілька раз оформлювавши путівки на Дев'ятий експрес. Натомість Мені, ще жодного разу не міг знайти такого клієнта, через що вони один одного недолюблюють. Тут Мені знайомиться також із персонажем, який буде супроводжувати його практично в усій його подальшій подорожі, із демоном-механіком Глотісом, схибленим на водінні автомобілів. Саме завдяки Глотісу, який змайстрував зі звичайного департаментського катафалка — «Bone Wagon» (укр. Кістляву тачку), Мені вдається дістатись до нового клієнта, якого звуть Бруно. Проте його надії не справдились, Бруно зовсім не міг заслуговувати на Дев'ятий, тому його відправили, законсервованим в хімікати, поштою. Мануель знову отримав недолугого клієнта, тому після цього Мануель шукає способу здобути гідного клієнта. І добивається цього, його новий клієнт — Мерседес Коломар. Попри її бездоганну життєву біографію, Мені знову наштовхується на неможливість вручити їй квиток на Дев'ятий номер. Явна бузглуздість цієї ситуації, збиває головного героя з пантелику, він явно симпатизуючи шикарній жінці, хоче добитися справедливості. Залишивши місіс Коломар одну в своєму офісі, Мені йде до свого шефа, Дона Копало, з намаганням розібратися з ситуацією. Але шеф зовсім не збирався його слухати, а навпаки накричав на нього за те, що він разом з Глотісом використав службову машину, і закрив в підсобці в гаражі. А тим часом Мерседес зникла з кабінету і пішла пішки.
Саме звідси починається підпільна діяльність Калавери. Вибратись з підсобки йому допомагає Сальвадор Лімонес — революціонер, який одягнений в стилі латиноамериканських революціонерів. Він представився, як глава організації «Lost Souls' Alliance» (укр. Альянс втрачених душ, скорочено LSA). Ця підпільна організація бореться проти Департаменту, Сальвадор тільки підтверджує підозри Мануеля про те, що Департамент смерті наскрізь корумпований і що квитки на Дев'ятий номер отримують зовсім не ті, хто на це заслуговує. Ставши бійцем LSA і виконавши декілька дрібних завдань для нього, Мені з допомогою Лімонеса вирушає на пошуки Мерседес Коломар. В цих пошуках незмінним його напарником був Глотіс зі своїм екстравагантним автомобілем «Bone Wagon». 
Пошуки розпочались із «Кам'яного лісу», де трапилась неприємна пригода з Глотісом, якого теж звільнили з роботи, і який з горя вирвав собі серце і жбурнув далеко в гущу лісу. Мануель допоміг другу і вони разом подолавши, ще деякі перешкоди подалися далі в поселення Рубакава. А тим часом в Департаменті його глава, Гектор ЛеМанс, «пророщує» (вбиває) Дона Копало, за втрату найкращого клієнта, і посилає Доміно Херлі на його пошуки.  

### Другий рік
Прибувши до Рубакави, Калавера знаходить роботу прибиральника і залишається там працювати. Проживши там цілий рік, він став доволі багатим і навіть зумів відкрити свій власний клуб. Тут працює і Глотіс, граючи на фортепіано. Саме через рік, тобто В День мертвих, Мені зустрічає Мече, проте він так і не зумів поговорити з нею, оскільки лише побачив, як з пристані Рубакави Доміно Херлі витягнув її на корабель «СС Ламбада» (англ. SS Lambada) і відчалили. Мені намагаючись врятувати Мерседес, падає в воду, звідки вдруге його витягає старий моряк Веласко (перший раз стався одразу по прибутті головного героя в Рубакаву). Веласко пояснив, що для того щоб знайти Мече йому потрібно вирушити до Пуерто Запато, адже саме туди поплив корабель «СС Ламбада».  Єдиний транспортний засіб, який готовий до такого плавання це вантажний корабель «Лімбо», капітан якого є сам Веласко. Оскільки, «Лімбо» — вантажний корабель, тому Мені повинен стати частиною його екіпажу, крім того сюди найпростіше влаштувати й Глотіса, оскільки на кораблі вакантна посада механіка. Але все це потребувало вирішення декількох питань: знайти для Глотіса інструменти, знайти для Мені картку профспілки і завадити вийти на роботу Нараньї, на посаду якого претендує Мені. Після цього весь день Мені займався саме цими нагальними проблемами. Під час їх вирішення, Мануель стикався з людьми, з якими познайомився протягом минулого року. 
В Рубакаві, крім клубу Калавери, є ще один клуб — «Синя домовина» (англ. Blue Casket). Цей клуб має андеграундне спрямування, тут Мені може попросити власника клубу — Олівію, прочитати білий вірш. Олівія, будучи коханкою Максиміно — найповажнішого і найбагатшого мерця Рубакави і власника «Котячих перегонів», одночасно крутила роман з адвокатом Ніком Віраго. Цей момент Мені вміло використовує в своїх цілях, для залякування Віраго, щоб той допоміг йому в одній судовій справі, яка завдяки складному ланцюжку подій допомагає головному герою здобути інструменти для Глотіса. Також Мені домовляється із Чарлі Чіучілою, відомим шахраєм, про підробку для нього профспілкового посвідчення. Зробивши все потрібне в тому числі підробивши «смерть» Нараньї, Мануель вирушає в подорож на кораблі Лімбо простим матросом. 

### Третій рік
Пробувши рік у плаванні, Мануель знову зміг дістати хороше підвищення, цього разу він піднявся із матроса до капітана корабля «Лола». Через рік після відбуття з Рубакави, Мені добрався на Лолі до територіальних вод Пуерто Запато. Тут на кордоні їх зустрічають прикордонники, які виявились агентами Гектора ЛеМанса. Глотісу із Калаверою вдається завдяки своїй спритності вирватись з їхніх рук на половині корабля, інша частина якого відламалась і потопила агентів. Проте і частина корабля з Мені і Глотісом далеко не відпливла і теж затонула разом з ними. На дні океану двоє потопельників почувають себе добре, єдина проблема — темрява. Навколо них весь час на дні кружляє дивакуватий чоловік з ліхтарем на голові і наспівує пісню. Познайомившись з ним вони схопили його за ліхтар і вирушили у пошуках виходу з ситуації, що склалася. Прийшовши по океанському дну до величезної перлини, біля якої був затоплений підводний човен і гігантський восьминіг. На допомогу Мені і Глотісу знову прийшов чоловік з ліхтарем, якого звали Чепіто. Він наразився на щупальця восьминога і двоє друзів змогли проникнути на човен і втекти звідти.
На підводному човні Мануель і Глотіс прибули на Край світу (англ. The Edge Of The World), біля якого знаходяться Коралові копальні (англ. Coral Mines). Саме в цій місцевості вони зупинилися і саме цими копальнями володіє Гектор ЛеМанс, який доручив Доміно Херлі наглядати за копальнями, тут він тримає в ув'язнені Мерседес Коломар. Після невдалої розмови з нею (вона думає, що Мануель працює разом із її поневолювачем) і з Доміно, він викинув Глотіса у водоспад, а Мануеля теж ув'язнив і дав доручення наглядати за двома малими янголятами (англ. Angelitos) — Пагсі та Бібі. В копальнях Мені зустрічає також і Чепіто, який схоже врятувався із щупалець восьминога проте тепер працює в копальнях, як і багато інших рабів-працівників Гектора ЛеМанса. Саме Чепіто дав Мануелю пістолет (він стріляє спорами, які і «вбивають» мерців). А той був потрібен йому за наказом Мече, яка тільки після вчинку цього могла довіряти головному герою. Мече і Мануель вриваються в кабінет Доміно проте він виявився спритнішим і забрав пістолет з рук Мече, посадивши її в свій сейф поза кабінетом, а Мануель пішов працювати далі, адже він практично не погрожував Херлі. Під час порятунку Мече з її в'язниці, вони знайшли в сейфі валізи з великою кількістю квитків на Дев'ятий номер, Мені помітив, що ці квитки «ніби мертві», оскільки лежать нерухомо на відміну від подібних які він вже бачив. Щоб врятувати Мече і себе йому потрібен був також і корабель. Він зміг знайти такого на океанському дні, разом із живим Глотісом. Визволивши й малих янголят та піднявши корабель із дна, Мануель Калавера разом із Мерседес Коломар, Глотісом, Пігсі та Бібі відчалили від коралових копалень.
На кораблі зав'язується романтична розмова між Мече і Мені, яку перериває Доміно Херлі, що пішов у погоню за втікачами. Але тут Мені зумів перемогти свого супротивника хитрістю, Доміно Херлі перемололи саморобні ходові гвинти корабля втікачів. 

### Четвертий рік
Весь цей рік, група мерців на чолі із Мануелем долала шлях до входу в Дев'ятий підсвіт. І нарешті в День мертвих, вони прибули до воріт Дев'ятого підсвіту, який знаходиться на вершині гори з якої ідуть довгі сходи. Оскільки цей шлях долався пішки, на самій вершині знепритомнів Глотіс і звалився з неї. Перед цим виявилось, що без квитка туди не пропускають, і що нечесно куплені квитки ведуть зовсім не до Дев'ятого підсвіту, а в пропасть з вогнем. Таким чином виникли нові проблеми. Потрібно знайти Гектора ЛеМанса і забрати свої квитки та врятувати Глотіса.
Перш за все Мануель поспішив рятувати свого друга. Він знайшов його в дивних демонів, які називали його «Величним Глотісом» і весь час боготворили, ця поведінка пояснювалась їхньою схожістю до нього, але захоплення ним випливало зі значно більших розмірів Глотіса у порівнянні з цими невеликими демонами, які теж були механіками. Вони пояснили, що Глотіс відчуває своєрідний дефіцит швидкості, оскільки як сам казав Глотіс, що він прийшов сюди тільки для того щоб «КЕРМУВАТИ». Мені підкинув цим механікам ідею створити надшвидкий засіб пересування на рейках, яку вони нарекли ракета, і посадити туди Глотіса. Здійснивши задум непритомний Глотіс, Мануель та Мерседес помчали на ракеті до Рубакави.
Задум вдався, Глотіс по прибутті до Рубакави опритомнів. Зайшовши до клубу «Синя домовина», Мануель зустрів Олівію і повідав їй про те, що хоче знайти Гектора, вона зголосилася їхати з ним до Нуева Мароу, де й можна його знайти. Доїхати туди можна з допомогою старого автомобіля Глотіса. Зумівши видобути Bone Wagon з пастки, яку невідомо хто поставив, всі четверо вирушають до Нуева Мароу.
По прибутті до міста, Мені, Мече, Олівію і Глотіса зустрічають бійці LSA. Їхня кількість за останні роки значно збільшилась. Сальвадор Лімонес повідомляє про те, що Гектор контролює практично все місто, також згадує доктора Боуслі, який працює на ЛеМанса і виробляє для нього зброю. Олівія показує симпатію до революціонера Лімонеса і приєднується до його армії. Мануель здобуває зброю в доктора Боуслі. Потім хитрощами він проходить через охорону до кабінету Гактора ЛеМанса. Після короткої розмови, в якій Калавера відкрився Гектору і намагався покінчити з ним, все ж ЛеМанс зумів уникнути смерті і втекти, прихопивши валізу зі справжніми квитками. Проте під час погоні Гектор не зумів їх утримати і звалився з будинку. Мануель підібрав квитки і вже разом із Мече і Глотісом йшов до каси, коли на Мече з валізою напала ворона, що служила Гектору. В цей момент підїхала Олівія і врятувала лише Мануеля. В автомобілі виявилось, що Олівія зрадниця і коханка Гектора, вона практично вбила Сальвадора Лімонеса, він нього залишилась тільки голова, яка проте могла говорити і думати, крім цього вона прихопила всі квитки. 
Олівія привезла Мені до садиби Гектора. Все поле навколо цього будинку було всіяне квітами, які виросли внаслідок багатьох вбивств, що скоїв ЛеМанс і його поплічники. Прийшовши на побачення з ворогом, відбувається розмова, після якої Гектор вистрілив у Калаверу особливим зарядом, що вбиває повільно. Мені вивалився на двір, маючи ще час щось зробити. І він зумів врятувати собі життя, виливши на рану рідкий азот, взятий ним у Рубакаві в тату-салоні Тото Сантоса. Після цього випадку Мені не поспішає в будинок ЛеМанса, він іде до машини і розмовляє з головою Сальвадора. Він повідомляє, що на його тілі є пістолет, яким можна вбити Гектора. Олівія, побачивши цю розмову швидко її припиняє, але Сальвадор мститься їй за своє каліцтво і з криком «Viva la revolution» плює в неї зарядом зі спорами, так вона помирає. З допомогою білета Лімонеса Мені знаходить його тіло, де є ключ від багажника в якому знаходиться пістолет. Після цього Мануель вбиває Гектора ЛеМанса, вистріливши в бочку з водою, яка поливає оранжерею, що і є прихистком головного злодія. Спори вбивають Гектора.
У фіналі історії показується, як Мече, Мануель, Глотіс та багато інших мерців прибувають до воріт Дев'ятого підсвіту на Дев'ятому номері. Тут Мануель прощається зі своїм другом Глотісом, який знайшов нову роботу і буде працювати разом зі своїми малими побратимами-механіками біля воріт. В середині потяга Мануель освідчується Мече в коханні і поїзд в'їжджає у ворота.

## Розробка
Дизайнером гри Grim Fandango був Тім Шефер, який на той час вже взяв участь в розробці таких ігор як Day of the Tentacle та Full Throttle, а в майбутньому розробляв Psychonauts та Brütal Legend. Шефер взявся за розробку відразу по закінчені Full Throttle в середині 1995 року. Оскільки на той час відбувалось зниження популярності пригодницького жанру в комп'ютерних іграх, то Grim Fandango була спробою LucasArts омолодити його, всі свої сили кинувши перш за все на технічну сторону гри. Так, ця гра стала першою пригодницькою грою починаючи з гри 1987 року Labyrinth, яка створювалась не на рушію SCUMM, а на видозміненому рушії Sith, який отримав назву GrimE. GrimE був побудований на основі скриптової мови програмування Lua. Це рішення було мотивоване тим, що програміст гри Брет Могілефскі цікавився цією мовою, таким чином Grim Fandango стала першою комп'ютерною грою в якій застосували Lua. Успіх гри підштовхнув й інших розробників до використання даної мови в своїх творіннях. Наприклад після виходу Grim Fandango, на Lua було побудовано такі ігри як Baldur's Gate, Escape from Monkey Island та багато інших.
Графіка в грі суміщає попередньо промальовані (англ. Pre-rendered) зображення заднього тла з тривимірними об'єктами і персонажами, які промальовуються в реальному часі. Для гри створили і зрендерили більш ніж 90 зображень-сцен і 50 об'єктів-персонажів, лише персонаж Мануеля Калавери складається з 250 полігонів. Група розробників зрозуміла, що краще створювати попередньо обрендерине тло, при якому за потреби можна легко змінити кут напрямку камери і ще раз зрендерити на відповідній комп'ютерній програмі, замість того, щоб кожен раз художник перемальовував двовимірне тло. Особливістю тривимірного об'єкта Мені на відміну від решти персонажів є те, що він складається з двох тривимірних об'єктів — голови і тіла. Це зроблено в геймплейних цілях, оскільки Мануель взаємодіє з об'єктами ігрового світу дещо нахиляючи голову, таким чином гравець довідується про те, що на цей об'єкт можна подіяти певним чином. Рушій гри також дозволяє сумістити одночасно рухи персонажів з розмовою, цей ефект найчастіше використовується в діалогах. Внутрішнє відео в грі, для того щоб воно не відрізнялось від самої геймплейної частини гри, повторює її стилістику.
Дизайн гри змішує декілька елементів, головний з них це ацтекські мотиви, проте атмосферу гри також створю стилізація поведінки персонажів та їх одягу під стиль кінофільмів нуар, а також виконання деяких елементів гри в популярному на початку XX століття стилі Арт Деко. Індіанські мотиви гри випливають з десятилітнього захоплення Тіма Шефера народною творчістю і спілкуванням з відомим фольлористом Аланом Дюндсом, після чого Шефер вирішив покласти чотирирічну подорож душі в основу пригодницької гри. Шефер вже не полишав ідеї створити пригодницьку гру про загробне життя. Завдяки розбиттю гри на чотири ігрових роки вдалося розбити все завдання гри на чотири дискретні частини. Кожен рік також був розбитий нелінійно, тобто виконання виконання окремих завдань здебільшого не є зв'язаним між собою, на декілька менших частин-завдань, які потрібно було вирішити щоб пройти в наступну частину-рік.
В грі також присутній стиль фільмів нуар, який зустрічається в стилістиці багатьох персонажів і ситуацій. Головний дизайнер гри, Тім Шефер, брав до уваги при розробці атмосфери нуар такі фільми як «Подвійне страхування», де страховий агент був втягнутий, завдяки своїй коханій, у вбивство. Таким чином дизайн та чорновий сюжет був створений на зразок фільмів Китайський квартал, Американці. Декілька сцен в грі безпосередньо ввібрали в себе елементи таких фільмі як Мальтійський сокіл, Третя людина, Кей Ларго, а особливий вплив на гру мала стрічка Касабланка: двоє персонажів з другого акту гри безпосередньо створені на основі ролей зіграних Пітером Лором та Клодом Рейнсом в цьому фільмі. Головний лиходій, Гектор ЛеМанс, був створений на зразок персонажа Сігнора Феррарі з Касабланки, роль якого зіграв  Сідней Грінстріт.
Візуально, гра створювалась покладаючись на різні джерела: персонажі мертвих, які нагадували скелети в звичному одязі, базувались на калака-фігурах, які використовуються в мексиканський фестиваль на честь Дня мертвих, в той час як архітектурний стиль коливався від хмарочосів у стилі Арт Деко до Ацтекського замку. Команда звернулася до художника LucasArts Пітера Чана, щоб той створив калака-фігури. Творчість Еда «Big Daddy» Рота була використана для створення автомобіля hot rod (укр. пекельна тачка) та такого персонажа як Глотіс.
Для озвучення гри в ігровому відео та діалогах було запрошено багато латиноамериканських акторів для допомоги з іспанським сленгом. Так озвученням Мануеля Калавери займався Тоні Плана, Мерседес Коломар озвучувала Марія Канальс, роль Глотіса дісталась Алану Блюменфельду, а Джиму Варду — Гектор ЛеМанс.   
Музика супроводжує гравця протягом всієї гри. Вона має переважно латиноамериканський характер з блюзовим джазовими композиціями, а також елементи свінгу та біґ бенду. За музику в грі відповідав Пітер МакКонел, професійний музикант, один із творців музичної системи iMUSE. Такі відомі музиканти, як Дюк Елінгтон Бені Гудмен та кінокомпозитори Макс Стайнер та Адольф Дойч досить сильно вплинули на музичну складову гри скомпоновану МакКонелом. Він запрошував до співпраці музикантів із Сан Франциско, включаючи групи, що виконували традиційну мексиканську музику — маріачі. В 1998 році розробники також випустили компакт-диск «Grim Fandango Original Game Soundtrack» , в якому знаходились 32 музичні композиції з оригінальної гри. 
| Список композиції з CD «Grim Fandango Original Game Soundtrack» . | Список композиції з CD «Grim Fandango Original Game Soundtrack» . | Список композиції з CD «Grim Fandango Original Game Soundtrack» . |
| #                                                                 | Назва                                                             | Тривалість                                                        |
| ----------------------------------------------------------------- | ----------------------------------------------------------------- | ----------------------------------------------------------------- |
| 1.                                                                | «Casino Calvera»                                                  | 1:06                                                              |
| 2.                                                                | «Swanky Maximino»                                                 | 2:16                                                              |
| 3.                                                                | «Smooth Hector»                                                   | 2:00                                                              |
| 4.                                                                | «Mr. Frustration Man»                                             | 2:19                                                              |
| 5.                                                                | «Hector Steps Out»                                                | 0:55                                                              |
| 6.                                                                | «Hi-Tone Fandango»                                                | 1:23                                                              |
| 7.                                                                | «She Sailed Away»                                                 | 0:23                                                              |
| 8.                                                                | «High Roller»                                                     | 1:43                                                              |
| 9.                                                                | «Domino's in Charge»                                              | 1:02                                                              |
| 10.                                                               | «Trouble with Carla»                                              | 1:08                                                              |
| 11.                                                               | «Blue Casket Bop»                                                 | 1:10                                                              |
| 12.                                                               | «Manny's Office»                                                  | 1:15                                                              |
| 13.                                                               | «Rubacava»                                                        | 1:07                                                              |
| 14.                                                               | «Blue Hector»                                                     | 1:59                                                              |
| 15.                                                               | «This Elevator is Slow»                                           | 1:02                                                              |
| 16.                                                               | «Domino»                                                          | 1:08                                                              |
| 17.                                                               | «Don Copal»                                                       | 1:00                                                              |
| 18.                                                               | «Neon Ledge»                                                      | 1:07                                                              |
| 19.                                                               | «Nuevo Marrow»                                                    | 1:27                                                              |
| 20.                                                               | «Gambling Glottis»                                                | 2:11                                                              |
| 21.                                                               | «Raoul Appears»                                                   | 0:18                                                              |
| 22.                                                               | «Scrimshaw»                                                       | 0:54                                                              |
| 23.                                                               | «Talking Limbo»                                                   | 0:54                                                              |
| 24.                                                               | «Coaxing Meche»                                                   | 1:09                                                              |
| 25.                                                               | «Lost Souls' Alliance»                                            | 2:14                                                              |
| 26.                                                               | «Los Angelitos»                                                   | 0:59                                                              |
| 27.                                                               | «The Enlightened Florist»                                         | 1:24                                                              |
| 28.                                                               | «Temple Gate»                                                     | 1:43                                                              |
| 29.                                                               | «Ninth Heaven»                                                    | 1:18                                                              |
| 30.                                                               | «Compañeros»                                                      | 1:08                                                              |
| 31.                                                               | «Manny & Meche»                                                   | 2:16                                                              |
| 32.                                                               | «Bone Wagon»                                                      | 1:28                                                              |
| 43:26                                                             |                                                                   |                                                                   |

Спочатку Grim Fandango планувалась вийти в першій половині 1998 року, проте була відкладена; внаслідок цього гра вийшла 30 жовтня 1998 року, у П'ятницю незадовго до 2 листопада, коли й святкують День мертвих. Навіть попри те, що гра була відкладена команді розробників все одно доводилось вирізати деякі завдання і персонажів, через брак часу; Шефер пізніше зазначив що їм потрібно було ще один-два для того щоб закінчити всі напрацьовані ідеї. Тім Шефер покинув LucasArts відразу після виходу Grim Fandango, створивши свою власну компанію, Double Fine Productions, в 2000 році разом з багатьма іншими , що брали участь в розробленні Grim Fandango. Перший їхній проект, Psychonauts, одразу ж здобув визнання критиків. Таким чином Шефер не втратив прихильності своїх фанатів, і надалі продовжив «витрачати багато часу і з любов'ю підходити до створення персонажів в будь-якій грі над якою він працює», на створення сиквела Grim Fandango чи його попередніх проектів він говорить так: «Я завжди хочу створювати щось нове.»
У 2008 році на сайті власної компанії Тім Шефер опублікував для вільного завантаження в pdf-форматі 72-ох сторінковий дизайн-документ гри Grim Fandango, створений ним власноручно ще в 1996 році. Проте компанія LucasArts, оскільки саме їй належать права на гру, могла почати судовий процес, тому цей документ було забрано з офіційного сайту. Але на той момент його встигли завантажити велика кількість людей, тому сьогодні його вільно можна зустріти в мережі. 

## Локалізація
Grim Fandango було офіційно перекладено з англійської декількома мовами, серед них французька, іспанська, португальська та німецька.  У французькому перекладі було змінено (підлаштовано під французьку) імена деяких персонажів, крім цього змінено абревіатури організацій. Наприклад LSA називається AAP (фр. Alliance des Âmes Perdus), а DOD називається DDM (фр. Département de la Mort). Також в французькій версії круп'є з клубу Мануеля в Рубакаві має англійський акцент, натомість як в офіційній (англійській) версії він мав французький акцент.
В іспаномовній версії Grim Fandango, щоб зберегти латиноамериканський колорит, деякі персонажі гри використовують мексиканський чи аргентинський акцент, серед яких Доміно Херлі, Сальвадор Лімонес, Чіучіла Чарлі, Олівія та Чепіто.
Португальський переклад зробила бразильська компанія «Brasoft».
Крім офіційних перекладів існує велика кількість любительських. Так наприклад, в 2006 році завершився китайський переклад. В ньому тексти гри були перекладені вручну. Також відомі грецький та російський переклади. Російський переклад існує в декількох варіантах. Перший це повний переклад, тобто перекладено текст і озвучено головних героїв, крім цього існує й частковий переклад лише тексту гри . Існує також і український аматорський переклад, де перекладено лише тексти.

## Відгуки
| Агрегатор    | Оцінка |
| ------------ | ------ |
| GameRankings | 93%    |
| Metacritic   | 94/100 |

| Видання          | Оцінка  |
| ---------------- | ------- |
| Adventure Gamers | 4.5/5.0 |
| GameRevolution   | A−      |
| GameSpot         | 9.3/10  |
| IGN              | 9.4/10  |
| PC Zone          | 9.0/10  |

Після виходу гра отримала велику кількість нагород. Багато критиків відмічали тонкий чорний гумор, цікавий сюжет, стильну графічне виконання, професійне озвучення гри а також атмосферну музику. До недоліків гри дехто відносив незручне управління, яке викликане саме переходом гри до тривимірної графіки. 
Вебсайт IGN визнав Grim Fandango «Найкращою пригодницькою грою року» (англ. Best Adventure Game of the Year). На цьому ж ресурсі гра була включена у список Найкращих ПК ігор всіх часів (англ. Top 25 PC Games of All Time), опублікований 24 березня 2007 року. В цьому списку Grim Fandango посіла 15 місце. Натомість в аналогічному списку, що був опублікований 9 серпня 2009 року, вона перемістилась на 20 місце.
Ресурс GameSpot надав Grim Fandango одразу п'ять титулів у 1998 році та вніс музичні композиції цієї гри в «Десятку найкращих ігрових саундтреків». Решта нагород цього сайту визнають Grim Fandango «Найкращою на E3» (англ. Best of E3), «Пригодницькою грою року» (англ. Adventure Game of the Year), «Грою року» (англ. Game of the Year), також GameSpot відмітили гру нагородами  «Найкраща графіка в дизайнерському плані» (англ. Best Graphics (Artistic Design)) та «Найкраща музика» (англ. Best Music).
Ігровий ресурс GameSpy також вніс дану гру в почесний список ігор всіх часів, який тут зветься «Зала Слави» (англ. Hall of Fame), при цьому зазначивши, важливість виходу Grim Fandango.
| Можливо Мені Калавера й мертвий, проте він зумів зберегти пригодницький жанр живим, потрапивши в цей епічний Зал Слави. Від величної історії і розумних бесід в цій грі, ви можете померти від сміху. Оригінальний текст (англ.) Manny Calavera may be dead, but he kept the adventure genre alive and kicking with this epic, Hall of Fame-worthy release. With a great story and clever dialogue, you may die laughing. — Джастін Ліпер 10 квітня 2004[47] |
Крім цього, GameSpy вніс Grim Fandango в список «25 найбільш недооцінених ігор всіх часів» (англ. 25 Most Underrated Game of All Time), який був опублікований 29 вересня 2003 року.
В 1999 році Академія інтерактивних мистецтв та наук нагородила Grim Fandango званням «Пригодницька гра року для ПК» (англ. Computer Adventure Game of the Year) та відзначила ще низкою номінацій, серед яких «Game of the Year», «Outstanding Achievement in Art/Graphics», «Outstanding Achievement in Character or Story Development» та «Outstanding Achievement in Sound and Music».

## Періодика
Талер Кирилл. Grim Fandango // Мой игровой компьютер. — ВД «Мій комп'ютер», . — Вип. 131. — С. 24-25. (рос.)